# Czigány Bertalan
Zágorhidai Czigány Bertalan (Lispe, Zala vármegye, 1821. december 4. – Szentadorján, Zala vármegye, 1892. október 11.) a letenyei járás szolgabírója, az 1848–49-es forradalom és szabadságharc honvédszázadosa, földbirtokos.

## Élete
Az ősrégi zalai nemesi zágorhidai és mikefai Czigány család sarja. Apja, Czigány János, anyja, Czigány Erzsébet volt. A szabadságharcban 1848. november 10.-étől főhadnagyi, illetve 1849. január 1.-vel számítandóan századosi rendfokozatban a Zala vármegyében alakult 47. honvédzászlóaljjal vett részt. A tavaszi és a nyári hadjárat idején az I. hadtestben szolgál alakulatával. Jó barátságban volt a bajtársaival, a fiatal csáfordi Csillagh László (1824–1876), Szladovits Ferenc (1829-1878), hertelendi és vindornyalaki Hertelendy Kálmán, és Püspöky Grácián (1817-1861) honvédekkel, akikkel együtt harcolt 1848-ban. A Világosi fegyverletételnél tette le fegyverét és visszavonult a családi szentadorjáni földbirtokához gazdálkodni. 1861. február 8.-ától 1861. október 1.-jéig az egerszegi járás alszolgabirója, majd 1876. február 7.-étől 1876. augusztus 7.-áig a letenyei járás szolgabírójaként tevékenykedett.
Szentadorjánon 1892. október 11.-én hunyt el 71 évesen.

## Házassága
1846. június 7.-én Gelsén feleségül vette tekintélyes római katolikus nemesi származású miskei és monostori Thassy család sarját, miskei és monostori Thassy Szidónia Erzsébet Anna (Zalaszentmihály, 1827. június 9.–Szentadorján, 1880. július 20.) kisasszonyt, akinek a szülei miskei és monostori Thassy Gábor (1796–1853), Zala vármegye aladószedője, földbirtokos, és egyházasbüki Dervarics Rozália (1807–1880) voltak. Czigány Bertalan és Thassy Szidónia házasságából nem született gyermek.